# The Amazing Race
The Amazing Race е американско реалити шоу, в което няколко отбора от по двама души (11 или 12 двойки), се състезават помежду си, пътувайки по цял свят. Те трябва да устоят физически и психически на различните изпитания по време на играта.
В САЩ скоро завърши 31 сезон на шоуто.

## Правила
Всеки отбор се състои от двама души, свързани по някакъв начин – съпрузи, приятели, роднини.
В играта има няколко отделни етапа (11-13). В началото на всеки един отборите получават пликове с указания за мястото, до което трябва да се придвижат възможно най-бързо. Участниците получават и определена сума пари, с която да си купят всичко необходимо по време на етапа. Отборите не получават пари единствено за самолетните билети, които се плащат със специални кредитни карти. След като го стигнат до мястото, те получават ново указание. Отборите изпълняват и различни задачи или обичаи, в зависимост от държавата в която се намират.
Обикновено, последният отбор във всеки етап, отпада от състезанието. Отборът, пристигнал най-бързо в края на последния етап, печели голяма сума пари.

## В България
В България телевизия AXN излъчва американския вариант на състезанието. Излъчени са всички сезони до 14-и включително. На български език предаването се превежда под името Шеметна надпревара. Водещ на шоуто е Фил Киогън.
AXN White излъчи първия сезон на унгарския вариант на формата, озаглавен Flúgos Futam - Щура надпревара, заснет в Унгария, Румъния, Словения и Хърватия.

## По света
Форматът The Amazing Race е закупен и от няколко страни извън САЩ.

### The Amazing Race: A Corrida Milionária
Това е наименованието на бразилското издание на шоуто. Излъчването на първия му сезон ще започне през октомври тази есен.

### The Amazing Race Asia
Азиатският вариант на състезанието се излъчва по AXN Asia. Вторият му сезон ще започне да се излъчва в края на годината.
В The Amazing Race Asia могат да участват всички азиатски граждани, с изключение на тези от Близкия изток.

### The Amazing Race Central Europe
През 2005 година е обявено, че ще се проведе специален сезон на The Amazing Race, в който ще участват 11 отбора от страните, в които се гледа каналът AXN Central Europe – България, Румъния, Унгария, Чехия, Полша, Словакия. Набирането на кандидати приключи през септември 2005, но няма официални данни дали сезонът е заснет и кога ще се излъчи.
Голямата награда в The Amazing Race Central Europe ще бъде $100 000.